# Friedhof Vegesack

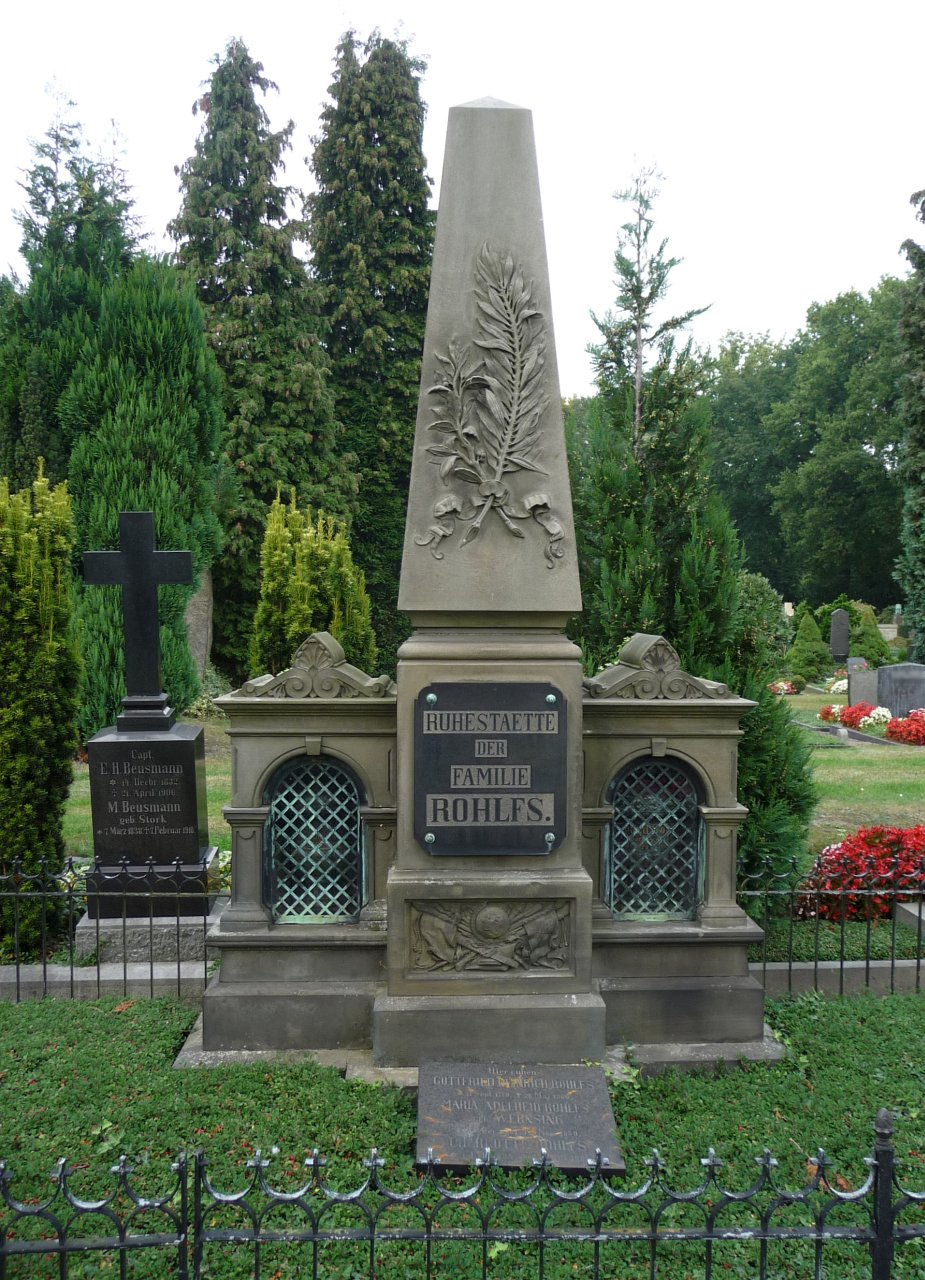
Grab von Gerhard Rohlfs

Der Friedhof Vegesack in Bremen-Vegesack, zwischen Kirchhofstraße 39 und Lindenstraße 93, ist kirchlich und stammt von 1876.

## Geschichte

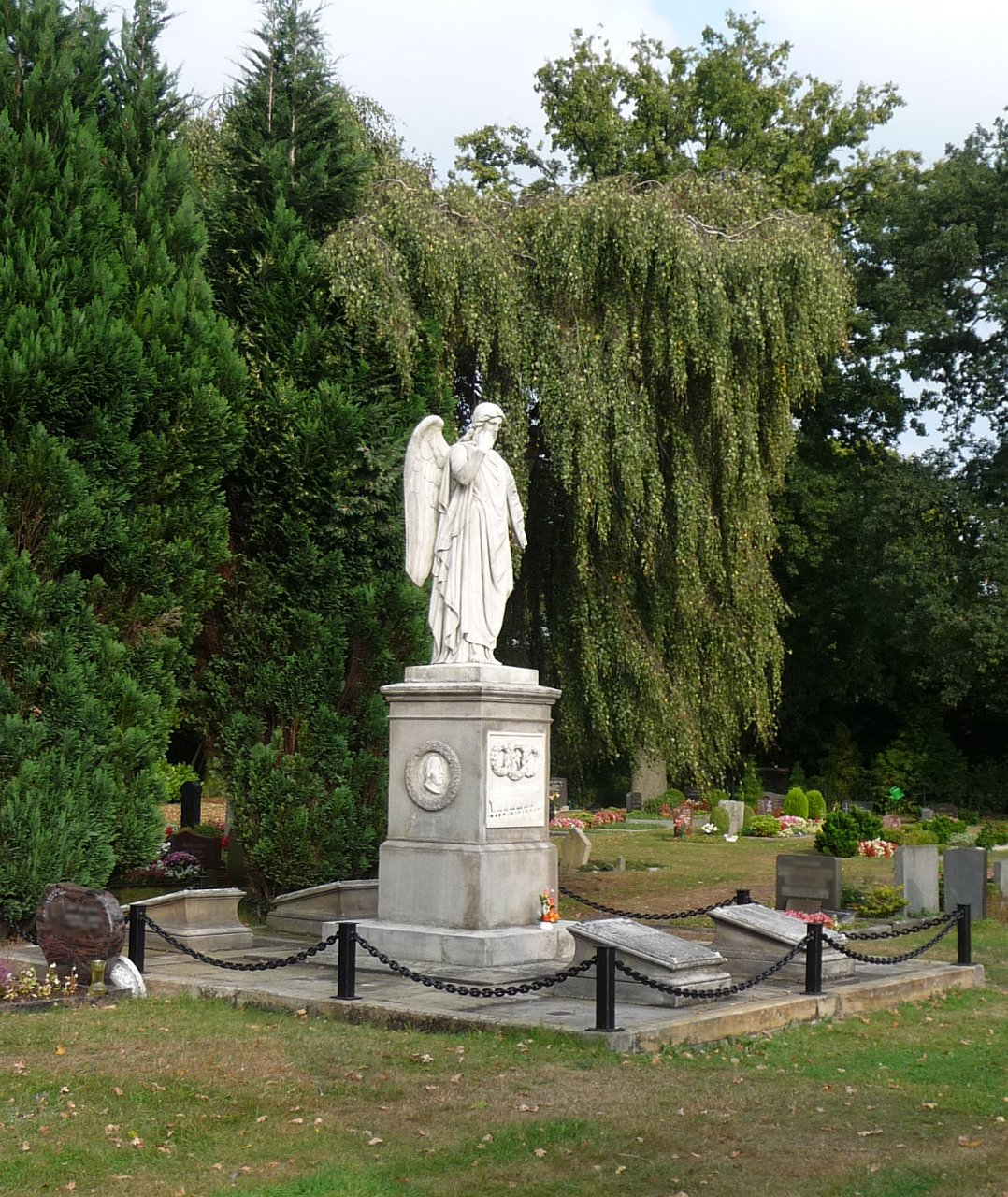
Grab von Johann Lange

Der erste Friedhof der Vereinigten Evangelisch-protestantischen Kirchengemeinde Vegesack lag neben der 1821 eingeweihten Stadtkirche Vegesack an der heutigen Kirchheide. Als dieser Friedhof zu klein wurde erwarb die Kirchengemeinde ein neues Grundstück im damals preußischen Dorf Lobbendorf an der Lindenstraße knapp zwei Kilometer westlich auf einem Gebiet der Gemeinde Blumenthal, das erst 1939 nach Vegesack eingemeindet wurde.
Der alte Friedhof an der Kirche wurde 1907 zu einem Park umgestaltet. Erhalten geblieben sind hier unter anderen die klassizistischen Grabmäler von Amtmann August Christian Wilmanns, Dr. med. Albrecht Wilhelm Roth, den Pastoren Hermann Hasenkamp (1774–1834) und Dr. Heinrich Friedrich Iken (1794–1853), sowie der Schiffbaufamilie Sager. Auf einem umgestalteten historischen Grabstein steht der Spruch Ihr wandelt über / Gräbern / im Sonnenlicht./ Ehrt diese Stätte,/ schändet sie nicht./ 1821–1907.
Die Ehrenanlage für die Opfer aus dem Ersten und Zweiten Weltkrieg befindet sich auf alten Kirchhof neben der Stadtkirche Vegesack.
Der Bildhauer Arnold Hermann Lossow schuf 1847 das erhalten gebliebene Grabmal für die Familiengruft des Schiffbaumeisters Johann Lange aus weißem Marmor für den alten Kirchhof, das 1876 zum neuen Friedhof überführt wurde.
Auf dem 1,7 ha großen Friedhof der Vereinigten Evangelisch-protestantischen Kirchengemeinde zu Bremen-Vegesack findet man die Gräber von Reedern, Schiffbauern und Schiffskapitänen, sowie des Afrikaforschers Gerhard Rohlfs. Das Eingangstor ziert den Spruch Hier ruhen sie von ihrer Arbeit – Ihre Werke folgen ihnen nach.
Die Kapelle wurde 1930 nach Plänen von Ernst Becker-Sassenhof im Stil des Neuen Bauens errichtet und 1958 von ihm erweitert, wobei der offene Umgang mit in den Kapellenraum einbezogen wurde; außerdem entstand ein neues Vordach.
Der kirchlich betriebene Friedhof bietet heute neben klassischen Einzel- und Familiengräbern auch Gemeinschaftsgrabanlagen (anonym und mit Namensnennung), Baumbestattungen und einen Gedenkort für auf See gebliebene und bestattete Menschen.
Mit den Buslinien 91, 92 und 94 ist der Friedhof erreichbar. Eingänge sind an der Kirchhofstraße 39 sowie an der Lindenstraße 93.

## Gräber bekannter Persönlichkeiten
- Ernst Georg Baars (1864–1949), evangelischer Pastor in Vegesack
- Heinrich Behmann (1891–1970), Mathematiker
- Friedrich Beilken, Segelmacherei Beilken von 1919
- Heinrich Beilken (1894–1970), Lehrer und Heimatkundler
- Friedrich Bischoff (1861–1920), Reeder
- Johann Diedrich Bischoff (1823–1893), Reeder
- Oltmann Jaburg (1830–1908), Marinemaler und Fotograf (nicht erhalten)
- Robert Kabelac (1894–1976), Werftdirektor (Bremer Vulkan)
- Friedrich Klippert (1862–1934); erster Direktor der Bremen-Vegesacker Fischerei-Gesellschaft
- Johann Lange (1775–1844), Schiffbaumeister und Reeder
- Otto Lürssen (1880–1932), Werftbesitzer (Lürßen (Unternehmerfamilie))
- Heinrich Meyer (1869–1942), Werftdirektor (Bremer Vulkan)
- Gerhard Rohlfs (1831–1896), Afrikaforscher und Schriftsteller
- Friedrich Rohr (1850–1913), Druckereibesitzer, Stadtdirektor und Mitglied der Bremischen Bürgerschaft
- Carl Bartholomäus Thomas Ulrichs (1843–1883), Werftbesitzer
- Werner Wittgenstein (1882–1965), Jurist, Schriftsteller und Stadtdirektor